# ديفيد هوارد ثورنتون
ديفيد هوارد ثورنتون (بالإنجليزية: David Howard Thornton)‏ هو ممثل أمريكي من مواليد 30 نوفمبر 1979.

## أعماله
من أعماله أفلام مرعب ومرعب 2 ومرعب 3 بدور «المهرج آرت».

## روابط خارجية
ديفيد هوارد ثورنتون على موقع IMDb (الإنجليزية)
- ديفيد هوارد ثورنتون على موقع قاعدة بيانات الفيلم (الإنجليزية)